# 리명수 (정치인)
리명수(李明洙? 李明秀?, 표준어: 이명수, 1934년 2월 20일 ~ )는 조선민주주의인민공화국의 군인, 정치인이다.
그는 조선인민군 차수로 인민보안부장과 조선로동당 중앙위원회 정치국원 겸 국방위원회 위원을 지냈다.

## 경력
함경북도 명천군 출생. 1980년 11월 혁명승리기념관 관장을 맡았으며, 1992년 4월 조선인민군 중장으로 진급했다. 1993년 12월 인민군 3군단 참모장을 거쳐 1995년 10월 인민군 상장으로 승진했다. 1996년 11월 인민군 총참모부 부총장모장에 임명된 후, 1997년 4월 작전군장에 오른다. 2000년 10월 인민군 대장으로 진급했다. 2007년 10월 국방위원회 행정국장에 올랐으며, 2010년 9월에 열린 조선로동당 제3차당대표자회에서 당중앙위원회 위원에 선임되었다. 그리고 2011년 4월이후 인민보안부장으로 있다.
2012년 4월 11일 조선로동당 제4차당대표자회에서 당정치국 위원 겸 조선민주주의인민공화국 국방위원회 위원에 선출되었다.

## 최고인민회의 대의원
1998년 9월 최고인민회의 제10기 대의원과 2003년 9월 제11기 대의원을 연이어 지냈다.

## 기타
2005년 연형묵, 2010년 조명록 그리고 2011년 김정일 사망 당시에 국가 장의위원회 위원을 맡았다.

## 같이 보기
- 리명수체육단